# 현대해상화재보험
현대해상화재보험(現代海上火災保險)은 서울특별시 종로구 세종대로 163 (세종로)에 본사를 둔 손해보험사이다.

## 브랜드
- 하이카(Hicar)
- 하이라이프(HiLife)
- 하이카다이렉트(HicarDIRECT)

## 로고
|                 |
| 1985년 ~ 1998년 |

|               |
| 1999년 ~ 현재 |

## 같이 보기
- 정몽윤
- 한무협